# Baker City
Baker City ist der County Seat des Baker County im Bundesstaat Oregon. Benannt wurde die Stadt nach Edward Dickinson Baker. Das U.S. Census Bureau hat bei der Volkszählung 2020 eine Einwohnerzahl von 10.099 ermittelt. Die Gesamt- und die Landfläche betragen 18,55 km² (7,16 mi²).

## Geschichte
Baker City, 1865 entstanden, wuchs zu Beginn ziemlich langsam. Am 27. März 1866 wurde eine Postfiliale eröffnet, jedoch wurde die Stadt erst 1874 handelsgerichtlich eingetragen.
Die Oregon Short Line Railroad kam 1884 nach Baker City. Dies führte zu einem Bevölkerungswachstum; im Jahr 1900 war Baker City die größte Stadt zwischen Salt Lake City und Portland.  
1903 wurde es Sitz des katholischen Bistums Baker City. 1910 stimmten die Einwohner von Baker City für eine Kürzung des Stadtnamens zu „Baker“. Die Namensänderung wurde 1911 vollzogen, 1989 jedoch nach einer weiteren Abstimmung wieder in „Baker City“ rückgängig gemacht.
1918 kam Baker City in die Schlagzeilen, als das United States Naval Observatory während der Sonnenfinsternis 1918 dort seine Beobachtungsbasen hatte. 2017 lag Baker City auch im Bereich einer totalen Sonnenfinsternis.

## Geografie
Baker City liegt in einem Tal zwischen den Wallowa Mountains, den Elkhorn Mountains und den Blue Mountains. Der Powder River fließt auf seinem Weg zum Snake River durch das Zentrum der Stadt.
In Baker City herrscht ein semiarides Klima. Der Juli und August sind die heißesten Monate von Baker City. Die höchste Temperatur wurde am 10. August 2018 (43 °C) erreicht. Die niedrigste Temperatur wurde im Dezember 1978 gemessen (−39 °C).

## Bevölkerung
2010 hatte Baker City 9828 Einwohner. Davon waren 94,57 Prozent Weiße, 1,12 Prozent amerikanische Ureinwohner, 0,53 Prozent Asiaten, 0,44 Prozent Afroamerikaner, 0,01 Prozent Bewohner von pazifischen Inseln, 0,97 Prozent aus anderen Ethnien sowie 2,35 Prozent aus zwei oder mehreren Ethnien. 3,52 Prozent der Bevölkerung gaben an, zu den Hispanics oder Latinos zu gehören.
Das Medianalter von Baker City betrug 44 Jahre. Das Pro-Kopf-Einkommen der Stadt betrug 14.179 US-Dollar. 16,5 Prozent der Bevölkerung lebten unterhalb der Armutsgrenze.

## Partnerstädte
Seit 1996 ist die russische Stadt Seja in der Oblast Amur Partnerstadt von Baker City.